# シクロブチン
シクロブチン（英: Cyclobutyne）はシクロアルキンの一種で、三重結合を含む四員環の環式炭化水素。化学式はC4H4。炭素原子の少ないシクロアルキンの特徴として環歪み (ring strain) が大きく、通常の状態で単離には至っていない。しかし、シクロブチンを含むオスミウム配位錯体が合成されている。